# Виндж, Вернор
Ве́рнор Сти́вен Ви́ндж (англ. Vernor Steffen Vinge; 2 октября 1944[…], Уокешо, Висконсин — 20 марта 2024, Ла-Холья, Калифорния) — американский писатель-фантаст, лауреат премий «Хьюго» за романы «Пламя над бездной», «Глубина в небе», «Конец радуг» и повестей «Горячая пора в Фэрмаунтской средней школе» и «Куки-монстр», а также сборника «Истинные имена и другие опасности» и других произведений. Профессор математики. Популяризатор концепции технологической сингулярности.

## Биография и творческий путь
Родился в городе Уокешо, штат Висконсин. Окончил Университет штата Мичиган. По основной профессии — профессор математики в университете Сан-Диего. С 1972 по 1979 год был женат на Джоан Виндж, титулованной научно-фантастической писательнице (российскому читателю известна прежде всего романом «Снежная королева»). Виндж в глазах читателей «ушёл в тень» своей супруги, однако критиками был признан гораздо более «серьёзным» писателем.
Первая научно-фантастическая публикация Винджа — рассказ «Обособленность» (Apartness, журнал «New Worlds», 1965). Лучшие рассказы Винджа собраны в книгах «Истинные имена и другие опасности» (1987) и «Угрозы… и другие перспективы» (1988). В рассказе «Соучастник» (The Accomplice), опубликованном в 1967 году, Виндж дает детальное описание процесса создания трехмерной компьютерной анимации. Первый роман Винджа, «Мир Гримма» (1969) — яркая космическая опера «гуманистического» направления. Второй роман, «Остряк» (1976), затрагивает проблему конфликта личности, наделённой необычными психическими способностями, с её окружением. К середине 80-х годов Вернор Виндж выпустил два романа в цикле «Сквозь время»: «Война с „Миром“» (1984) и «Брошенные в реальном времени» (1986).
В 1992 году, после пятилетнего молчания, Виндж публикует роман «Пламя над бездной» (премия «Хьюго» за лучший роман 1992 года). Книга получила высокую оценку «товарищей по цеху» (Грег Бир, Дэвид Брин), стала по сути одним из наиболее ярких событий в жанре «галактического эпоса» 90-х годов. Несмотря на «галактическую» фабулу, роман местами читается как пародия на Интернет и, в особенности, на Usenet.
В 1999 году выходит роман «Глубина в небе», рассматриваемый как приквел к «Пламени над бездной», который, как и предыдущий, получает премии «Хьюго» и «Небьюла» за лучший роман (1999 год).
Эти два романа объединяются образом хитроумного и везучего космического авантюриста Фама Нювена (англ. Pham Nuwen), в течение чуть ли не двухсот лет своей жизни то достигающего бешеного успеха, то теряющего достигнутое и притворяющегося простачком.
В 2006 году был опубликован роман «Конец радуг», также получивший премию «Хьюго» за лучший роман (2007 год).
В октябре 2011 вышло продолжение романов «Пламя над бездной» и «Глубина в небе» — «Дети неба» (англ. Children Of The Sky).
Умер 20 марта 2024 года в Ла-Холья, штат Калифорния от болезни Паркинсона в возрасте 79 лет.

### Романы
- «Мир Гримма» (Grimm’s World) (1969), переработан в Tatja Grimm’s World (1987)
- «Остряк» (The Witling) (1976)
- Две повести, объединённые в цикл «Сквозь время»:
  - «Война с „Миром“» (The Peace War) (1984)
  - «Брошенные в реальном времени» (Marooned in Realtime) (1986)
- «Пламя над бездной» (A Fire Upon the Deep) (1992)
- «Глубина в небе» (A Deepness in the Sky) (1999)
- «Конец радуг» (Rainbows End) (2006)[9]
- «Дети неба» (Children of the Sky) (2011)

### Сборники рассказов
Два сборника рассказов, написанных Винджем до 1990-х годов:
- «Истинные имена и другие опасности» (True Names and Other Dangers)
- «Угрозы… и другие перспективы» (Threats… and Other Promises)

Другие сборники
- True Names and the Opening of the Cyberspace Frontier (содержит «Истинные имена» и другие эссе)
- The Collected Stories of Vernor Vinge (сборник фантастических рассказов Винджа за 2001 год, включая его комментарии к прошлым сборникам)

### Отдельные рассказы
- A Dry Martini (The 60th World Science Fiction Convention ConJose' Restaurant Guide, page 60)
- «Куки-монстр» (The Cookie Monster, журнал «Analog Science Fiction», октябрь 2003)

### Публицистика
- «Технологическая сингулярность» (The Technological Singularity). Рецензия
- «А что если сингулярность НЕ произойдет?» (What If the Singularity Does NOT Happen?)

## Премии и награды
- 1987 — премия «Прометей» в категории «Лучший роман» за «Брошенные в реальном времени» (1986)
- 1993 — премия «Хьюго» в категории «Роман» за «Пламя над бездной» (1991)
- 2000 — премия Джона Кэмпбелла за «Глубину в небе» (1999) как лучший научно-фантастический роман
- 2000 — премия «Хьюго» в категории «Роман» за «Глубину в небе» (1999)
- 2000 — премия «Прометей» в категории «Лучший роман» за «Глубину в небе» (1999)
- 2001 — премия «Сигма-Ф» в категории «Перевод (лучшее зарубежное произведение)» за «Глубину в небе» (1999)
- 2002 — премия «Хьюго» в категории «Повесть» за «Горячую пору в Фэрмаунтской средней школе» (2001)
- 2004 — премия «Прометей» в категории «Зал славы» за «Неуправляемые» (англ. The Ungoverned) (1987)
- 2004 — премия «Локус» в категории «Повесть» за «Куки-монстр» (2003)
- 2004 — премия «Хьюго» в категории «Повесть» за «Куки-монстр» (2003)
- 2007 — премия «Хьюго» в категории «Роман» за «Конец радуг» (2006)
- 2007 — премия «Локус» в категории «НФ роман» за «Конец радуг» (2006)
- 2007 — премия «Прометей» в категории «Зал славы» за «Истинные имена» (1981)
- 2009 — премия «Сигма-Ф» в категории «Перевод (лучшее зарубежное произведение)» за «Конец радуг» (2006)